# Markus Oeser
Markus Oeser (* 4. Februar 1974 in Werdau) ist ein deutscher Bauingenieur.

## Leben
Markus Oeser studierte von 1993 bis 1998 Bauingenieurwesen an der TU Dresden mit dem Schwerpunkt Konstruktiver Ingenieurbau und war an derselben Universität im Anschluss bis 2005 als Wissenschaftlicher Mitarbeiter tätig. Er promovierte 2004 über die Anwendung der Numerischen Simulation im Straßenbau. Im Anschluss war Oeser als Postdoktorand an der Technischen Universität Delft in den Niederlanden tätig. Von 2007 bis 2011 arbeitete er als Lecturer an der University of New South Wales (UNSW) in Australien.
Die Habilitation erlangte Oeser 2010, 2011 wurde er als Professor sowie Direktor des Instituts für Straßenwesen an die RWTH Aachen berufen. Ab 2015 übernahm er dort zudem das Amt des Dekans der Fakultät für Bauingenieurwesen. Parallel war er im gleichen Jahr als Gastprofessor an der Polytechnischen Universität Harbin (HIT), China tätig. Aufgrund dieser und mehrerer Kooperationen mit chinesischen Wissenschaftlern, die damals durch DAAD und BMBF gefördert wurden, bezeichnete Correctiv Oeser 2024 als „Spitzenreiter in Sachen Kooperationen mit chinesischen militärnahen Einrichtungen“.
Im August 2021 wurde Markus Oeser zum Präsidenten und Professor der Bundesanstalt für Straßenwesen (BASt) ernannt. Dieses Amt trat er zum 1. November 2021 an.
Oeser lebt mit seinem Ehemann bei Aachen. Das Paar hat eine Adoptivtochter.

## Auswahl an Veröffentlichungen
- Berghaus, M., Kalló, E., & Oeser, M.: Modeling Lane Changes at Freeway On‐Ramps With a Novel Car‐Following Model Based on Desired Time Headways. In: Journal of Advanced Transportation, 2025
- Hagmanns, M., Lamberty, S., Fazekas, A., & Oeser, M.: Enhancing Weigh-in-Motion Systems Accuracy by Considering Camera-Captured Wheel Oscillations. In: Sensors, 24(24), 2024, S. 8151.
- Berghaus, M., Lamberty, S., Ehlers, J., & Oeser, M.:. Vehicle trajectory dataset from drone videos including off-ramp and congested traffic – Analysis of data quality, traffic flow, and accident risk. In: Communications in Transportation Research, 4, 2024, S. 100133.
- Berghaus, M., Fazekas, A., Lukas, K., & Oeser, M.: Speed Reduction Measure Based on Nudging Using Real-Time Vehicle Trajectory Acquisition With Thermal Cameras. In: Transportation Research Record., 2024
- Moharekpour, M., Hoeller, S., & Oeser, M.: Crack behavior of continuously reinforced concrete pavements (CRCP) in Germany. In: Materials, 14(20). 2021, S. 6023.
- Fazekas, A., & Oeser, M.: Categorisation of Computational Methods for the Extraction and Analysis of Vehicle Trajectory Data leading to an Increase in Road Safety. In: ACIT 2020, 2021, S. 514–517.
- Lu, G., Liu, P., Wang, Y., Faßbender, S., Wang, D., & Oeser, M.: Development of a sustainable pervious pavement material using recycled ceramic aggregate and bio-based polyurethane binder. In: Journal of Cleaner Production, 220, 2019, S. 1052–1060.
- Oeser, M., Wang, D., & Liu, P.: Rechnerische Dimensionierung von Asphaltbefestigungen über ein Finite-Elemente-Modell: Verbesserung der Sicherheit und Wirtschaftlichkeit. In: Straßenverkehrstechnik, 61(5), 2017, S. 303–310.
- Monteiro, A.O., Loredo, A., Costa, P., Oeser, M., & Cachim, P.B.: A pressure-sensitive carbon black cement composite for traffic monitoring. In: Construction and Building Materials, 154, 2017, S. 1079–1086.
- Bommes, M., Fazekas, A., Volkenhoff, T., & Oeser, M.: Investigation of design alternatives for hydronic snow melting pavement systems in China. In: Transportation Research Procedia, 14, 2016, S. 4495–4504.
- Wang, D., Leng, Z., Hüben, M., Oeser, M., & Steinauer, B.: Photocatalytic pavements with epoxy-bonded TiO₂-containing spreading material. In: Construction and Building Materials, 107, 2016, S. 44–51.
- Liu, P., Wang, D., & Oeser, M.: Influence of mixing conditions on the macro-scale homogeneity of asphalt mixtures blended with reclaimed asphalt pavement (RAP). In: Materials, 9(7), 2016, S. 579.
- Wang, D., Liu, P., & Oeser, M.: Investigation on the use of a novel chemical bitumen additive with reclaimed asphalt and at lower mix production and construction temperatures: A case study. In: Road Materials and Pavement Design, 16(sup1), 2015, S. 13–27.
- Oeser, M., & Freitag, S.:. Modeling of materials with fading memory using neural networks. In: International Journal for Numerical Methods in Engineering, 78(7), 2009, S. 843–862.